# أغتشة كهل زماني (أوجان الشرقي)
أغتشة کهل زماني (بالفارسية: آغچه‌کهل زمانی) هي مستوطنة تقع في إيران في قسم أوجان الشرقي الريفي. يقدر عدد سكانها بـ 119 نسمة .